# Barcelona Open 2018 - Qualificazioni singolare
Le qualificazioni del singolare del Barcelona Open 2018 sono state un torneo di tennis preliminare per accedere alla fase finale della manifestazione. I vincitori dell'ultimo turno sono entrati di diritto nel tabellone principale. In caso di ritiro di uno o più giocatori aventi diritto a questi sono subentrati i lucky loser, ossia i giocatori che hanno perso nell'ultimo turno ma che avevano una classifica più alta rispetto agli altri partecipanti che avevano comunque perso nel turno finale.

## Teste di serie
1. Bjorn Fratangelo (qualificato)
2. Il'ja Ivaška (qualificato)
3. Rogério Dutra da Silva (qualificato)
4. Martin Kližan (qualificato)
5. Aleksej Vatutin (ultimo turno, lucky loser)
6. Andrej Martin (primo turno)

1. Corentin Moutet (qualificato)
2. Ernesto Escobedo (ultimo turno, lucky loser)
3. Jozef Kovalík (ultimo turno)
4. Pablo Andújar (ultimo turno)
5. Matthias Bachinger (primo turno)
6. Dustin Brown (ultimo turno)

## Qualificati
1. Bjorn Fratangelo
2. Il'ja Ivaška
3. Rogério Dutra da Silva

1. Martin Kližan
2. Corentin Moutet
3. Ricardo Ojeda Lara

### Lucky loser
1. Aleksej Vatutin

1. Ernesto Escobedo

## Tabellone

### Legenda
| - Q = Qualificato - WC = Wild card - LL = Lucky loser | - ALT = Alternate - SE = Special Exempt - PR = Protected Ranking | - w/o = Walkover - r = Ritirato - d = Squalificato |

### Sezione 1
|  | Primo turno | Primo turno          | Primo turno          | Primo turno | Primo turno |  |  | Ultimo turno | Ultimo turno     | Ultimo turno | Ultimo turno | Ultimo turno |  |
|  |             |                      |                      |             |             |  |  |              |                  |              |              |              |  |
|  | 1           | Bjorn Fratangelo     | Bjorn Fratangelo     | 7           | 6           |  |  |              |                  |              |              |              |  |
|  |             | Alessandro Giannessi | Alessandro Giannessi | 5           | 4           |  |  | 1            | Bjorn Fratangelo | 0            | 7            | 6            |  |
|  | WC          | Íñigo Cervantes      | Íñigo Cervantes      | 1           | 3           |  |  | 10/WC        | Pablo Andújar    | 6            | 64           | 1            |  |
|  | 10/WC       | Pablo Andújar        | Pablo Andújar        | 6           | 6           |  |  |              |                  |              |              |              |  |

### Sezione 2
|  | Primo turno | Primo turno        | Primo turno       | Primo turno | Primo turno |  |  | Ultimo turno | Ultimo turno  | Ultimo turno | Ultimo turno | Ultimo turno |  |
|  |             |                    |                   |             |             |  |  |              |               |              |              |              |  |
|  | 2           | Il'ja Ivaška       | Il'ja Ivaška      | 6           | 6           |  |  |              |               |              |              |              |  |
|  |             | Kenny de Schepper  | Kenny de Schepper | 3           | 3           |  |  | 2            | Il'ja Ivaška  | 6            | 3            | 6            |  |
|  | PR          | Jürgen Melzer      | 65                | 6           | 7           |  |  | PR           | Jürgen Melzer | 4            | 6            | 2            |  |
|  | 11          | Matthias Bachinger | 7                 | 1           | 64          |  |  |              |               |              |              |              |  |

### Sezione 3
|  | Primo turno | Primo turno            | Primo turno            | Primo turno | Primo turno |  |  | Ultimo turno | Ultimo turno           | Ultimo turno           | Ultimo turno | Ultimo turno |  |
|  |             |                        |                        |             |             |  |  |              |                        |                        |              |              |  |
|  | 3           | Rogério Dutra da Silva | Rogério Dutra da Silva | 6           | 6           |  |  |              |                        |                        |              |              |  |
|  |             | Jahor Herasimaŭ        | Jahor Herasimaŭ        | 4           | 2           |  |  | 3            | Rogério Dutra da Silva | Rogério Dutra da Silva | 7            | 6            |  |
|  |             | Lorenzo Giustino       | 7                      | 2           | 5           |  |  | 9            | Jozef Kovalík          | Jozef Kovalík          | 63           | 4            |  |
|  | 9           | Jozef Kovalík          | 64                     | 6           | 7           |  |  |              |                        |                        |              |              |  |

### Sezione 4
|  | Primo turno | Primo turno                 | Primo turno                 | Primo turno | Primo turno |  |  | Ultimo turno | Ultimo turno     | Ultimo turno     | Ultimo turno | Ultimo turno |  |
|  |             |                             |                             |             |             |  |  |              |                  |                  |              |              |  |
|  | 4           | Martin Kližan               | Martin Kližan               | 6           | 6           |  |  |              |                  |                  |              |              |  |
|  |             | Uladzimir Ihnacik           | Uladzimir Ihnacik           | 3           | 4           |  |  | 4            | Martin Kližan    | Martin Kližan    | 6            | 6            |  |
|  | WC          | Alejandro Davidovich Fokina | Alejandro Davidovich Fokina | 5           | 1           |  |  | 8            | Ernesto Escobedo | Ernesto Escobedo | 4            | 2            |  |
|  | 8           | Ernesto Escobedo            | Ernesto Escobedo            | 7           | 6           |  |  |              |                  |                  |              |              |  |

### Sezione 5
|  | Primo turno | Primo turno     | Primo turno     | Primo turno | Primo turno |  |  | Ultimo turno | Ultimo turno    | Ultimo turno    | Ultimo turno | Ultimo turno |  |
|  |             |                 |                 |             |             |  |  |              |                 |                 |              |              |  |
|  | 5           | Aleksej Vatutin | Aleksej Vatutin | 7           | 6           |  |  |              |                 |                 |              |              |  |
|  |             | Benjamin Bonzi  | Benjamin Bonzi  | 63          | 2           |  |  | 5            | Aleksej Vatutin | Aleksej Vatutin | 4            | 3            |  |
|  |             | Ivan Nedelko    | Ivan Nedelko    | 2           | 4           |  |  | 7            | Corentin Moutet | Corentin Moutet | 6            | 6            |  |
|  | 7           | Corentin Moutet | Corentin Moutet | 6           | 6           |  |  |              |                 |                 |              |              |  |

### Sezione 6
|  | Primo turno | Primo turno             | Primo turno             | Primo turno | Primo turno |  |  | Ultimo turno | Ultimo turno       | Ultimo turno | Ultimo turno | Ultimo turno |  |
|  |             |                         |                         |             |             |  |  |              |                    |              |              |              |  |
|  | 6           | Andrej Martin           | 6                       | 4           | 2           |  |  |              |                    |              |              |              |  |
|  |             | Ricardo Ojeda Lara      | 2                       | 6           | 6           |  |  |              | Ricardo Ojeda Lara | 4            | 6            | 6            |  |
|  | WC          | Gerard Granollers Pujol | Gerard Granollers Pujol | 5           | 2           |  |  | 12           | Dustin Brown       | 6            | 4            | 2            |  |
|  | 12          | Dustin Brown            | Dustin Brown            | 7           | 6           |  |  |              |                    |              |              |              |  |